# Даун Хаус
«Да́ун Ха́ус» —  фильм Романа Качанова (2001 год, Россия), вольная интерпретация романа Фёдора Достоевского «Идиот» на современные реалии.

## Сюжет
Князь Лев Николаевич Мышкин после длительного лечения в психиатрической клинике Швейцарии возвращается в Москву. В автобусе он знакомится с Парфёном Рогожиным, состоятельным коммерсантом.
Князь ищет помощи и приюта в доме своей дальней родственницы генеральши Лизаветы Прокофьевны Епанчиной. Генерал встречает Мышкина весьма любезно и отрекомендовывает жене, которая знакомит его со своими дочерьми Александрой, Аделаидой и Аглаей.
Интрига закручивается вокруг запланированного брака Настасьи Филипповны и Гани Иволгина, секретаря генерала Епанчина.
Настасья Филипповна, оказавшаяся на содержании богатого сластолюбца Тоцкого, который ее обольстил в подростковом возрасте, в душе считает себя «падшей женщиной». Ганя, пытаясь вырваться из своего положения, намеревается «жениться на деньгах» (отступных Тоцкого).
Судьба Настасьи Филипповны крайне интересует князя. Все вокруг этой женщины как будто сходят с ума и заражаются друг от друга страстью к ней. Не избегает этой участи и Мышкин. Всё осложняется тем, что Аглая Епанчина решает, что любит князя и готова сражаться с соперницей за эту любовь.
Князь Мышкин — своеобразный катализатор лучшего в душах всех встреченных им людей, тем не менее, к лучшему ничего изменить не может.
История завершается трагически — Настасья Филипповна погибает от рук Рогожина, страшно ревнующего её к остальным мужчинам, а князь Мышкин, не выдержав всего этого, снова впадает в безумие.
Действие фильма, сохраняя основную сюжетную линию романа, происходит в неопределённом будущем, на что указывает городской пейзаж из футуристических небоскрёбов, а также машина генерала Иволгина. Гротескно, в комедийной форме показаны социальные отношения в московском обществе. Тем не менее рамки этого «общества» обозначены совершенно произвольно, и дополнительный комический эффект связан именно с игнорированием рамок «своего круга» практически всеми участниками событий.

## В ролях
- Фёдор Бондарчук — князь Мышкин
- Иван Охлобыстин — Парфён Рогожин
- Анна Букловская — Настасья Филипповна
- Александр Баширов — Фердыщенко
- Михаил Владимиров — Ганя Иволгин
- Ежи Штур — генерал Иволгин (озвучил Валентин Смирнитский)
- Валентина Шарыкина — генеральша Иволгина
- Галина Кашковская — Варвара Иволгина
- Юозас Будрайтис — генерал Епанчин (озвучил Борис Химичев)
- Барбара Брыльска — генеральша Епанчина
- Елена Котельникова — Аглая Епанчина
- Артемий Троицкий — Тоцкий
- Андрей Васильев — сторож
- Евгений Рудин — водитель такси
- Елена Кондулайнен — Александра Епанчина
- Наталья Симакова — Аделаида Епанчина
- Иван Агапов — Лебедев
- Владислав Демченко — секретарь Епанчина
- Оксана Сташенко — женщина в комбинезоне
- Михаил Полицеймако — Дмитриевич
- Александр Ильин — Рогожин-старший
- Михаил Симаконь — цыган
- Михаил Мукасей — водитель автобуса
- Павел Ульянов — брат Серёга
- Алексей Панин — напёрсточник Ипполит
- Анна Богданова — Марина
- Ольга Будина — девушка Мария
- Станислав Дужников — боярин Свиньин
- Сергей Галкин — друг Рогожина
- Нелли Ильина-Гуцол — учитель
- Юрий Думчев — дантист
- Григорий Данцигер — киллер
- Мирон Черненко — эпизод

## Съёмочная группа
- Режиссёр: Роман Качанов
- Авторы сценария: Роман Качанов, Иван Охлобыстин
- Оператор: Михаил Мукасей
- Художник: Екатерина Залетаева
- Композитор: DJ Грув
- Музыкальный продюсер: Олег Нестеров

## Музыка к фильму
1. «Ссора», Найк Борзов
2. «Идиот», DJ Грув
3. «Под водой», Олег Костров
4. «Любовь», «Весна на улице Карла Юхана»
5. «Sozero», NetSlov
6. «Отпускные свистуны», Олег Костров
7. «Соловьи на кипарисах», «Снегопады»
8. «Кошмары», «Нож для фрау Мюллер»
9. «Реверанс № 1», Олег Костров
10. «Красота спасёт мир», DJ Грув и Pussy Inc.
11. «Слонёнок», «Снегопады»
12. «Снег с её волос», «Советское порно»
13. «Пока я любил тебя», «Ундервуд»
14. «Виртуальная шарада», Найк Борзов

## Признание
- 2001 — Специальный приз жюри на ОРКФ в Сочи «За поиск нового киноязыка».
- 2001 — Специальный приз жюри Российского кинофестиваля «Литература и кино» в Гатчине «За беспрецедентное обращение с романом Ф. М. Достоевского „Идиот“».
- 2009 — Лучший российский фильм 2001 года по версии журнала «Кинопроцесс»[1].
- 2012 — По версии пользователей LiveJournal вошёл в «100 лучших русских фильмов всех времён»[2].

## Критика
«Даун-хаус», безусловно, можно считать самой смелой в истории кинематографа экранизацией романа «Идиот» Фёдора Михайловича Достоевского. Впрочем, сам Достоевский как человек экстремальный едва ли перевернулся бы в гробу, увидев качановский опус. В гробу пусть вертятся менее радикальные постановщики «Идиота» — такие, как Иван Пырьев и Акира Куросава, сильно уступающие в смелости Ивану Охлобыстину и Роману Качанову. <…> Эффектное название фильма расшифровывается просто: даун — человек, страдающий болезнью Дауна, в просторечье идиот, хаус — модное направление танцевальной музыки конца XX века (такую музыку написал для фильма модный Dj Грув). Князь Мышкин в исполнении Фёдора Бондарчука болезнью Дауна не страдает, зато великолепно изображает идиотизм в самом его достоевском смысле — как простодушие и ничем не замутнённую чистоту мировосприятия. Правда, увлечение музыкой хаус и программированием повлекло за собой необратимые изменения в сознании князя, выражающиеся в систематических галлюцинациях. <…> Но даже если в какой-то момент фильм подействует на вас как галлюциноген, не бойтесь: это самый безвредный из существующих наркотиков — ведь мышкинское обаятельное простодушие во многом присуще авторам картины, несмотря на всю их ироничность и чёрный юмор.
Роман Качанов собрал хороших актёров и просто друзей. Всерьёз именовать их персонажами означенного романа, пускай и в ремейке, невозможно. Каждый изображает себя, играясь именами и мотивами из Достоевского. <…> «Даун Хаус» окунает нервический лик, то есть face, философа и интеллигента Достоевского в современность именно как в грязную, глубокую и очень большую лужу. <…> современные реалии и выполняют роль преисподней для классики. <…> На протяжении всего фильма право действующих лиц на дебилизм отстаивается ими так ревностно, что наконец становится понятен мотив — просто они подозревают, что, кроме дебилизма, у них ничего нет. <…> Дебилизм объявляется престижным, подразумевая и нежелание быть подотчётными какой-либо культуре, каким-либо традициям. <…> После просмотра «Даун Хауса» более ранний шедевр «ДМБ» того же Качанова покажется просто светлой философской притчей.
«Я стал замечать, монтируя «ДМБ», что все время думаю об «Идиоте». Он просто возник. Мог бы возникнуть Чехов с «Чайкой» — и я тогда снимал бы «Чайку». Но возник «Идиот», — рассказывает Качанов. Полагаю, он заблуждается: во время монтажных работ «ДМБ» мысль о «Чайке» возникнуть вряд ли могла — зато мысль о Достоевском действительно так и напрашивалась. В любом романе Ф. М. присутствует та же примерно доля экстремальности и абсурда, что и в службе в советской армии.